# Quercus arkansana
Espèce
Statut de conservation UICN

 VU D2 : Vulnérable

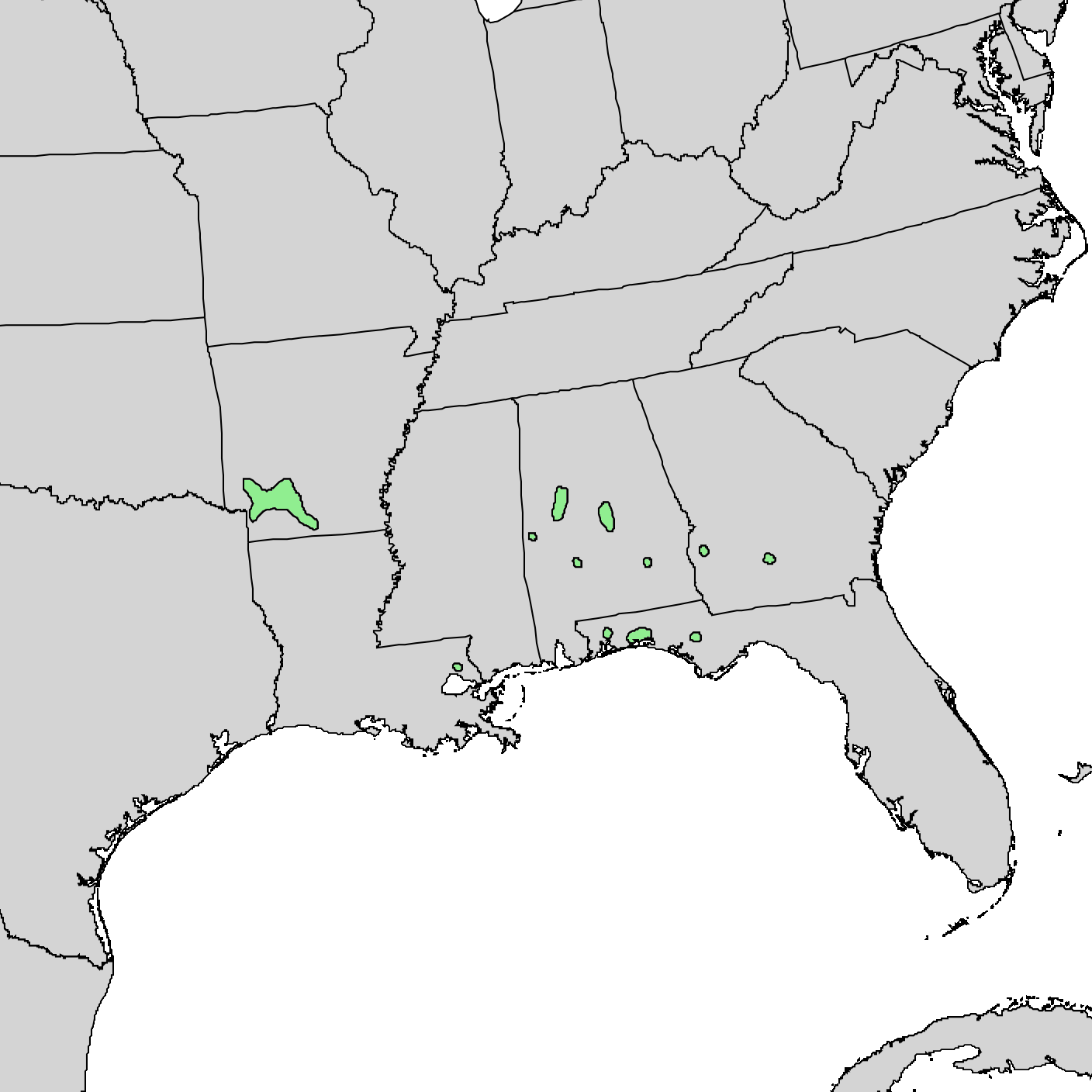
Distribution naturelle

Quercus arkansana est une espèce de chênes endémique des États-Unis. Elle est menacée par la destruction de son habitat. 